# The Last of Us: American Dreams
The Last of Us: American Dreams es una serie limitada de cómics inspirada en el videojuego The Last of Us e integrada por cuatro ejemplares escritos por el director creativo del juego, Neil Druckmann, y por la historietista Faith Erin Hicks, e ilustrados por Hicks y la colorista Rachelle Rosenberg. La editorial Dark Horse Comics la publicó entre abril y julio de 2013, y en octubre del mismo año lanzó una edición recopilatoria. Planeta Cómic publicó en España, en octubre de 2020, una edición de tomo único titulada The Last of Us: Sueños Americanos.
De forma similar al videojuego, el cómic sigue a Ellie y Riley Abel, un par de adolescentes supervivientes de una pandemia en Estados Unidos que provoca la mutación de los seres humanos en criaturas caníbales como resultado de una infección por una cepa del hongo Cordyceps. La trama funciona a manera de precuela del juego y explora las circunstancias en torno al nacimiento y crianza de Ellie, aspecto que llevó a Hicks a sumarse al proyecto de Druckmann al considerarla como un personaje inusual dentro del género de terror de supervivencia. El estilo artístico del cómic difiere deliberadamente del utilizado en el juego con la intención de dotar al material literario de una estética distintiva.
La crítica especializada recibió la serie de forma positiva, en particular por el guion de Druckmann y las ilustraciones de Hicks. Además, obtuvo un buen resultado comercial: el primer ejemplar debió reimprimirse debido a una alta demanda.

## Desarrollo
Dark Horse Comics se puso en contacto con Neil Druckmann, director creativo de The Last of Us, para desarrollar una serie de cómics basados en el videojuego. Aunque en un principio mostró reticencia, Druckmann aceptó participar tras comprobar que la editorial no buscaba crear un producto marginal, sino una obra que expandiera los personajes y el universo del juego. El desarrollo del cómic coincidió con la producción del videojuego, lo que permitió una integración narrativa entre ambos proyectos. Druckmann invitó a colaborar a la historietista Faith Erin Hicks después de leer su obra Friends with Boys (2012), cuyo tono personal le resultó atractivo. A su parecer, Hicks podría captar adecuadamente la atmósfera «áspera» del mundo postapocalíptico del juego. La incorporación formal de Hicks al proyecto se dio una vez que Dark Horse Comics aprobó algunas de sus propuestas visuales para la serie de cómics. Al leer el guion del juego, se sintió especialmente atraída por Ellie, a quien describió como una adolescente «fuerte, no sexualizada», comparable en presencia a los protagonistas masculinos e inusual para un juego de terror de supervivencia. Durante el desarrollo, tuvo acceso a escenas del juego, al guion y a grabaciones de los actores en el estudio, lo que le permitió representar de manera más humana y auténtica a los personajes. «Puedo ver a estos personajes interactuar como seres humanos, no solo como arte conceptual», comentó.
Originalmente se tenía pensado que la historia de fondo de Ellie se incluyera como una secuencia interactiva dentro del videojuego, pero quedó descartada en la edición final. Esto le permitió a Druckmann utilizar el cómic para relatar con mayor detalle los orígenes del personaje. Eligió a Ellie como protagonista ya que, a diferencia de personajes como Joel, que conocieron el mundo antes de la pandemia de Cordyceps, ella nació y creció en un entorno apocalíptico. De esta manera el cómic sería capaz de explorar las repercusiones de acciones cotidianas en un mundo devastado. Hicks reveló que había disfrutado trabajar en el proyecto, en especial por el tono humorístico del material. Se le proporcionó libertad creativa para diseñar la apariencia, personalidad y varios de los diálogos de Riley. En opinión de Druckmann: «Parecía una buena manera de dividir el trabajo: ella se encargaría de Riley y yo de Ellie». En cuanto al estilo visual, Hicks evitó imitar el del juego y optó por un enfoque propio: más caricaturesco, acorde a la juventud de los personajes. Consideró que un diseño hiperrealista habría desentonado con el tipo de historia que querían contar. Para la creación de Angel Knives, personaje que aparece en el segundo ejemplar, se inspiró en personajes de la franquicia de Mortal Kombat.

## Trama
En la zona de cuarentena de Boston, Ellie se enfrenta a un grupo de chicos que intentan robarle sus pertenencias. Riley Abel interviene para detenerlos, y tras golpear a uno de ellos consigue que los demás huyan del lugar. Ellie le expresa su molestia a Riley al mencionarle que puede defenderse por sí misma. Riley le sugiere entonces que escape, pero Ellie es atrapada y asignada a tareas de limpieza. Mientras lo hace, descubre que Riley le ha robado su estéreo personal; más tarde, le exige que lo devuelva, y Riley accede a regañadientes.
Esa noche, Ellie sorprende a Riley mientras intenta escapar de la escuela y le pide acompañarla. Riley accede, aunque no del todo convencida, y ambas se dirigen al centro comercial, donde se encuentran con Winston, un amigo de Riley. Mientras él le enseña a Ellie a montar a caballo, Riley aprovecha para robarle la radio y descubre que ha habido un ataque de las Luciérnagas —un grupo rebelde que se opone a las autoridades de la zona de cuarentena—. Las dos chicas se dirigen hacia el lugar del ataque y encuentran a varias Luciérnagas heridas y en clara desventaja. Para ayudarlas, lanzan granadas de humo contra el ejército, lo que permite que el grupo rebelde se retire a salvo. Sin embargo, son descubiertas por los militares y huyen hacia un callejón cercano, donde logran esquivar por poco a un infectado, un ser humano infectado por una cepa mutada del hongo Cordyceps.
Poco después, las Luciérnagas las capturan y las inmovilizan. Marlene, su líder, reconoce a Ellie y exige que la mantengan a salvo. Riley manifiesta su deseo de unirse al grupo, pero Marlene se opone, lo que desencadena una discusión entre ambas. La tensión crece hasta el punto en que Marlene amenaza con dispararle a Riley. Ellie interviene y, apuntándole con un arma, le exige que le expliquen cómo Marlene sabe tanto sobre ella. Cuando baja el arma, esta le revela que conocía a su madre y que le había prometido cuidarla. Ellie entrega el arma a Marlene, quien promete contarle más sobre su madre, antes de ordenarles que se marchen. Al regresar a la zona de cuarentena, Riley insiste en que no hay escapatoria posible. Ellie propone huir, pero Riley le responde que eso solo las llevaría a la muerte. Finalmente, ambas regresan caminando a la escuela.

## Publicación y recepción
El primer número se publicó el 3 de abril de 2013. Debido a su éxito, Dark Horse lo reimprimió el 29 de mayo junto con el segundo número. El tercero se publicó el 26 de junio y el cuarto el 31 de julio. La colección completa se distribuyó en el mercado como un volumen recopilatorio a partir del 30 de octubre de ese mismo año. El 2 de septiembre de 2022 salieron a la venta nuevas ediciones con sus portadas ilustradas por David Blatt, como parte de la «Edición Luciérnaga» de The Last of Us Part I. Está previsto el lanzamiento de otra versión, con una portada distinta, como parte de The Last of Us Complete —un paquete que habrá de incluir The Last of Us Part I y The Last of Us Part II Remastered—, para el 10 de julio de 2025. En España, Planeta Cómic publicó el 6 de octubre de 2020 una edición en tomo único bajo el título The Last of Us: Sueños Americanos, que recopila los cuatro números originales. Esta edición, con encuadernación cartoné, tuvo 112 páginas y una traducción realizada por Víctor Manuel García de Isusi.

### Crítica narrativa
La crítica especializada ofreció opiniones variadas. Lonnie Nadler, de Bloody Disgusting, expresó dudas sobre la historia del cómic en sus dos primeros números, debido al enfoque en el desarrollo de personajes. No obstante, elogió el número final por aportar «drama auténtico e intensidad cruda», elementos que, según él, faltaban en las entregas anteriores. Jesse Schedeen, de IGN, valoró positivamente la historia por enriquecer el mundo y los personajes, y más adelante destacó que el cómic resultaba accesible incluso para quienes no habían jugado al videojuego. En contraste, Nathan Butler, de Invisible Gamer, consideró que tanto la introducción como el desarrollo inicial podrían haberse condensado, y opinó que el número final intentó abarcar demasiado. Finalmente, calificó la obra como un «intento mediocre de serie derivada de un videojuego». Francisco José Muñoz, de Vida Extra, definió a The Last of Us: Sueños Americanos como una obra «imprescindible» para los seguidores de la saga. A su juicio, el cómic constituye una «expansión esencial» del universo del juego, ya que «enriquece la historia de Ellie y complementa directamente el contenido de Left Behind». Respecto a la edición en español, la calificó como «cuidada», aunque señaló de forma crítica la escasez de contenido adicional.

### Crítica visual
El estilo artístico recibió una respuesta más uniforme. Alasdair Stuart, de SciFiNow, lo describió como «muy expresivo y relajado», y destacó a Hicks como «una de las mejores artistas de su generación». Jen Bosier, de Forbes, opinó que el arte funcionaba adecuadamente dentro del contexto narrativo, mientras que Schedeen señaló que la dependencia del cómic en su apartado visual le otorgaba «estilo e identidad» propios. Nadler calificó el arte como «bastante sencillo, pero muy limpio» y «visualmente expresivo cuando importa», y llegó a compararlo con Scott Pilgrim (2004–2010). También elogió la paleta de colores, que describió como compuesta por «tonos oscuros y turbios» apropiados, y consideró que las portadas eran «constantemente impresionantes». Jennifer Cheng, de Comic Book Resources, coincidió en que la elección cromática se adaptaba bien al entorno del cómic. Peter Jubinsky, de Geeks of Doom, destacó que la representación de los infectados, mostrados como «sufrientes y desesperados», resultaba «particularmente angustiante». Muñoz, por su parte, resaltó la expresividad del arte de Hicks, que —a pesar de alejarse del fotorrealismo del videojuego— «refuerza de manera significativa la narrativa emocional».

### Citas
1. 1 2  Druckmann, Neil; Straley, Bruce (junio de 2013). The Art of The Last of Us (en inglés). Estados Unidos de América: Dark Horse Comics. p. 172. ISBN 978-1616551643.
2. ↑  Cheng, Jennifer (13 de octubre de 2012). «NYCC: Neil Druckman, Faith Erin Hicks & Dark Horse Introduce The Last of Us». Comic Book Resources (en inglés). Boiling Point Productions. Archivado desde el original el 27 de junio de 2015. Consultado el 28 de junio de 2015.
3. 1 2  Hudson, Laura (6 de agosto de 2013). «See 15 Pages of the Last of Us Prequel Comic — And How It Influenced the Game». Wired (en inglés). Condé Nast. Archivado desde el original el 31 de diciembre de 2015. Consultado el 28 de junio de 2015.
4. 1 2  Nguyen, John (18 de abril de 2013). «The Last of Us: American Dreams – Interview with Faith Erin Hicks and Neil Druckmann». Nerd Reactor (en inglés). Archivado desde el original el 12 de junio de 2015. Consultado el 28 de junio de 2015.
5. 1 2 3 4 5  Schedeen, Jesse (9 de abril de 2013). «Expanding the Saga of The Last of Us». IGN (en inglés). Ziff Davis. Archivado desde el original el 8 de enero de 2015. Consultado el 28 de junio de 2015.
6. 1 2  Hudson, Laura (18 de febrero de 2014). «Inside the Mind Behind the Brilliant New Last of Us DLC». Wired (en inglés). Condé Nast. Archivado desde el original el 24 de septiembre de 2015. Consultado el 28 de junio de 2015.
7. ↑  Druckmann y Hicks, 2013a, pp. 7–10.
8. ↑  Druckmann y Hicks, 2013a, pp. 11–15.
9. ↑  Druckmann y Hicks, 2013a, pp. 18–19.
10. ↑  Druckmann y Hicks, 2013a, pp. 20–21.
11. ↑  Druckmann y Hicks, 2013b, p. 12.
12. ↑  Druckmann y Hicks, 2013b, p. 22.
13. ↑  Druckmann y Hicks, 2013c, pp. 5–6.
14. ↑  Druckmann y Hicks, 2013c, pp. 8–17.
15. ↑  Druckmann y Hicks, 2013c, pp. 22–23.
16. ↑  Druckmann y Hicks, 2013d, p. 6.
17. ↑  Druckmann y Hicks, 2013d, pp. 12–14.
18. ↑  Druckmann y Hicks, 2013d, pp. 15–17.
19. ↑  Druckmann y Hicks, 2013d, p. 18.
20. ↑  Druckmann y Hicks, 2013d, pp. 20–22.
21. 1 2  «The Last of Us Sueños americanos». Planeta de Libros. España: Planeta Cómic. ISBN 978-84-16308-04-0. Archivado desde el original el 8 de agosto de 2024. Consultado el 23 de mayo de 2025.
22. ↑  «The Last of Us: American Dreams #1» (en inglés). Dark Horse Comics. 3 de abril de 2013. Archivado desde el original el 13 de octubre de 2014. Consultado el 4 de julio de 2015.
23. ↑  «The Last of Us: American Dreams #1 Sells Out!» (en inglés). Dark Horse Comics. 1 de mayo de 2013. Archivado desde el original el 17 de octubre de 2014. Consultado el 10 de octubre de 2014.
24. ↑  «The Last of Us: American Dreams #2» (en inglés). Dark Horse Comics. 29 de mayo de 2013. Archivado desde el original el 13 de octubre de 2014. Consultado el 4 de julio de 2015.
25. ↑  «The Last of Us: American Dreams #3» (en inglés). Dark Horse Comics. 26 de junio de 2013. Archivado desde el original el 13 de octubre de 2014. Consultado el 4 de julio de 2015.
26. ↑  «The Last of Us: American Dreams #4» (en inglés). Dark Horse Comics. 31 de julio de 2013. Archivado desde el original el 13 de octubre de 2014. Consultado el 4 de julio de 2015.
27. ↑  «The Last of Us: American Dreams TPB» (en inglés). Dark Horse Comics. 30 de octubre de 2013. Archivado desde el original el 15 de octubre de 2014. Consultado el 4 de julio de 2015.
28. ↑  Reed, Chris (9 de junio de 2022). «The Last of Us Part 1: Here's What Comes in Each Edition». IGN (en inglés). Ziff Davis. Archivado desde el original el 10 de junio de 2022. Consultado el 10 de junio de 2022.
29. ↑  Fiddis, Rachael (12 de julio de 2022). «Interview – David Blatt's incredible journey from fan artist to being hired for The Last of Us Remake». HITC (en inglés). GRV Media. Archivado desde el original el 12 de julio de 2022. Consultado el 13 de julio de 2022.
30. ↑  Cripe, Michael (10 de abril de 2025). «The Last of Us Complete Launches as Surprise Bundle for PS5». IGN (en inglés). Ziff Davis. Archivado desde el original el 10 de abril de 2025. Consultado el 11 de abril de 2025.
31. ↑  Chico, Fran (27 de febrero de 2023). «The Last of Us: Así es el cómic que amplía la historia de Ellie y Riley». Fotogramas. Hearst España. Archivado desde el original el 7 de marzo de 2023. Consultado el 23 de mayo de 2025.
32. 1 2 3 4  Nadler, Lonnie (30 de mayo de 2013). «Review: The Last of Us: American Dreams # 2» (en inglés). Bloody Disgusting. Archivado desde el original el 4 de marzo de 2016. Consultado el 28 de junio de 2015.
33. 1 2  Nadler, Lonnie (1 de agosto de 2013). «Review: The Last of Us: American Dreams #4» (en inglés). Bloody Disgusting. Archivado desde el original el 4 de marzo de 2016. Consultado el 28 de junio de 2015.
34. ↑  Schedeen, Jesse (29 de mayo de 2013). «The Last of Us: American Dreams #2 Review». IGN (en inglés). Ziff Davis. Archivado desde el original el 22 de agosto de 2015. Consultado el 28 de junio de 2015.
35. 1 2 3  Schedeen, Jesse (31 de julio de 2013). «The Last of Us: American Dreams #4 Review». IGN (en inglés). Ziff Davis. Archivado desde el original el 4 de marzo de 2016. Consultado el 28 de junio de 2015.
36. ↑  Butler, Nathan (6 de agosto de 2013). «The Last of Us: American Dreams #1-4 Comic Review». Invisible Gamer (en inglés). Archivado desde el original el 22 de marzo de 2016. Consultado el 28 de junio de 2015.
37. 1 2 3  Muñoz, Francisco José (27 de febrero de 2023). «La historia de cómo Ellie conoció a Riley. Reseña de The Last of Us: Sueños Americanos, de Druckmann y Hicks». Vida Extra. Archivado desde el original el 17 de diciembre de 2024. Consultado el 23 de mayo de 2025.
38. ↑  Stuart, Alasdair (7 de marzo de 2014). «The Last Of Us: American Dreams graphic novel review». SciFiNow (en inglés). Imagine Publishing. Archivado desde el original el 9 de septiembre de 2015. Consultado el 28 de junio de 2015.
39. ↑  Bosier, Jen (6 de abril de 2013). «The Last of Us: American Dreams #1 Comic Review». Forbes (en inglés). Archivado desde el original el 27 de junio de 2015. Consultado el 28 de junio de 2015.
40. ↑  Nadler, Lonnie (27 de junio de 2013). «Review: The Last of Us: American Dreams #3» (en inglés). Bloody Disgusting. Archivado desde el original el 4 de marzo de 2016. Consultado el 28 de junio de 2015.
41. ↑  Cheng, Jennifer (5 de abril de 2013). «Review: The Last of Us: American Dreams #1». Comic Book Resources (en inglés). Boiling Point Productions. Archivado desde el original el 6 de septiembre de 2015. Consultado el 28 de junio de 2015.
42. ↑  Jubinsky, Peter (6 de noviembre de 2013). «Comic Review: The Last Of Us: American Dreams» (en inglés). Geeks of Doom. Archivado desde el original el 6 de enero de 2016. Consultado el 28 de junio de 2015.

### Números
- Druckmann, Neil (escritor); Hicks, Faith Erin (escritora, artista); Rosenberg, Rachelle (colorista); Robins, Clem (rotulador) (3 de abril 2013). Edidin, Rachel; Wright, Brendan. ed (en inglés). The Last of Us: American Dreams #1. Dark Horse Comics.
- Druckmann, Neil (escritor); Hicks, Faith Erin (escritora, artista); Rosenberg, Rachelle (colorista); Robins, Clem (rotulador) (29 de mayo 2013). Edidin, Rachel; Wright, Brendan. ed (en inglés). The Last of Us: American Dreams #2. Dark Horse Comics.
- Druckmann, Neil (escritor); Hicks, Faith Erin (escritora, artista); Rosenberg, Rachelle (colorista); Robins, Clem (rotulador) (26 de junio 2013). Edidin, Rachel; Wright, Brendan. ed (en inglés). The Last of Us: American Dreams #3. Dark Horse Comics.
- Druckmann, Neil (escritor); Hicks, Faith Erin (escritora, artista); Rosenberg, Rachelle (colorista); Robins, Clem (rotulador) (31 de julio 2013). Edidin, Rachel; Wright, Brendan. ed (en inglés). The Last of Us: American Dreams #4. Dark Horse Comics.